# 羅良 (嘉靖進士)
羅良（1525年—1573年），字虞臣，號月巖，江西吉安府萬安縣人，民籍，明朝政治人物。

## 生平
嘉靖二十五年（1546年）丙午科江西鄉試第十名舉人。嘉靖三十二年（1553年）中式癸丑科會試第五名，三甲第一百三十八名進士。礼部观政，授直隶大名府推官，升礼部主事，改吏部主事，升员外郎，历文选司郎中，四十五年十月升太常寺少卿提督四夷馆，隆慶元年（1567年）以科道纠拾调南京别用。
隆慶三年五月起补山东按察司副使，四年四月升山西右参政。五年正月升太仆寺少卿，十月升大理寺右少卿，六年三月升左少卿，四月升南京太仆寺卿，十一月改北太仆寺卿，萬曆元年（1573年）卒，賜祭葬。

## 家族
曾祖羅偲，義官；祖父羅昶；父羅彥宏，母朱氏；繼母張氏。弟罗衣。